# ひみつ×戦士 ファントミラージュ!
『ひみつ×戦士 ファントミラージュ!』（ひみつせんし ファントミラージュ）は、2019年4月7日から2020年6月28日までテレビ東京系列全6局他で放送された少女向け特撮テレビドラマ。「ガールズ×戦士シリーズ」第3弾。キャッチコピーは「正義の怪盗 ひみつ×戦士 ファントミラージュ！ イケない心 ちょーだいします!」。

## 概要
主要キャスト陣は2018年夏に「THE GIRLS AUDITION」で公募した女の子から選出。俳優部門合格者には三池崇史作品の出演が約束された。その模様はTBSテレビ『週刊EXILE』で紹介された。
2019年2月26日にタイトルおよび主役3人ら主要キャストが発表された。4月6日には池袋サンシャインシティ噴水広場にて前作『マジマジョピュアーズ!』からの引き継ぎイベントが行われた。
メイン脚本は『アイカツ!』『妖怪ウォッチ』『デュエル・マスターズ』などでメイン脚本を担当した加藤陽一が担当。
パイロットの監督は『アイドル×戦士 ミラクルちゅーんず!』『魔法×戦士 マジマジョピュアーズ!』に続き、総監督の三池崇史が担当。また、『ミラクルちゅーんず!』でメイン監督を務めた山口義高がメイン監督に復帰。
『マジマジョピュアーズ!』に引き続き同時ネット局のみデータ放送に対応しており、アイテム連動でポイントを貯めるプレゼント企画を行う。
このシリーズからはBSテレ東での放送を取りやめ、代わって同時ネットされているテレビ東京系列以外の一部地域で放送を開始した。
2020年7月23日にはシリーズ初となる後述の劇場版作品の公開も決定。またそれに合わせて同年4月以降の放送継続も発表され、6月28日までは新作のエピソードを放送し、7月5日と12日には「ファントミキズナセレクション」と題して、37話と64話の再放送が実施された。

## あらすじ
ファントミラージュは秘密の怪盗。ファンディーからの指令で逆逆警察によって「イケナイヤー」にされてしまった人から、「イケない心」をちょーだいして平和を取り戻す。

## 登場人物

### ファントミラージュ
人々の「イケナイ心」をちょーだいすることで世界を守る正義の怪盗たち。別名を「ひみつ×戦士」というだけあって、その正体は極秘であり、もし正体がバレてしまった場合はポップコーンの一粒にされてしまう。
桜衣 ココミ（さくらい ココミ）
演 - 菱田未渚美（幼少期：山本和花）
主人公。明るく元気な中学1年生（第52話より中学2年生）の少女で、困っている人を放っておけない優しい性格。感動や興奮した時に「めっちゃ○○」と言うことが多い。
第1話で父・慎一がイケナイヤーにされたことがきっかけで、最初のファントミラージュとなった。カカオを探す旅に出ているため家を空けがちな慎一のことは、寂しいながらも心から応援しているという親思いの一面がある。一方でファンディーが重要な話をしている最中にも食べ物に夢中で聞いていないなど、能天気な一面もある。
好物はプチトマトであり、ボウル1個分を一度に平らげてしまうほど。
口癖は「私のハート、ファンファンしてる！」。イメージカラーはピンク。正体を隠すため、変身後は「ファントミハート」と名乗っている。
明日海 サキ（あすみ サキ）
演 - 山口綺羅（幼少期：飯尾夢奏）
ココミの友人でクラスメイト。頭の回転が速くミーハーな性格で、いつもいろんなものをリサーチしている。ココミとともに「Metube」に自身で撮影編集した動画を投稿することにも熱中している。
第1話でファントミハートが出現した際も駆け付け、自身が「ファントミハートファン第1号」を名乗っていたが、第2話で自身もファントミリスティに選ばれ、ファントミラージュになった。
第54話で卓球選手の福平真衣のサインをもらおうと、ファントミラージュの姿のまま自分の名前を言ってしまい、それをマギャク巡査とアベコベ刑事に聞かれたことにより、正体を暴かれてポップコーンの一粒にされてしまった。第55話でココミたちが「モドソルト」を手に入れたことで元の姿に戻ったかに思われたが、誤って大量にかけられてしまったため、今度はポップコーンカップの着ぐるみを着た姿（巨大ポップコーン）になり、腕につけていたはずのファントミリスティが無くなっている。第58話でココミが持ってきた「モドサナキャラメル」をかけたおかげで元の姿に戻った。
口癖は「完全に始まってる！」。イメージカラーは青。正体を隠すため、変身後は「ファントミスペード」と名乗っている。
紫月 ヨツバ（しづき ヨツバ）
演 - 原田都愛（幼少期：佐々木みゆ）
第4話から登場。
ボーイッシュで落ち着いた性格の女の子。ココミやサキと同学年だが、クラスは異なる。
家族を大切にしており、花屋で働く母・一葉が繁忙期などで帰宅が遅くなる時期は積極的に妹・ナノハの面倒を見ている。
第5話では、実は第4話で妹がイケナイヤーに襲われたのを見ていながら自分が何もできなかったことを悔やんでおり、そのことからファントミラージュになりたいと思っていた。そして同話にて彼女たちの戦いの場に偶然居合わせたところで自分のその思いを彼女たち2人に打ち明けた結果、ファントミリスティに選ばれ自身もファントミラージュになった。
口癖は「守りたい、大切な人を！」。イメージカラーは紫。正体を隠すため、変身後は「ファントミクローバー」と名乗っている。
なお、ファントミラージュの変身途中にはヨツバ本来のショートヘアからロングヘアになる。
第55話から第59話まではサキがポップコーンになってしまったことから、2人目のファントミラージュになっていた。
紅羽 セイラ（くれは セイラ）
演 - 石井蘭
変装を得意とする怪盗一族の子孫。口癖は「ファントミ的に、アリ（ナシ）！」。
第8話で謎の少女として初登場。第13話でココミたち3人の前にセイラとして登場した。初めは、自分一人の力で一流の怪盗になるべく単独行動をしていたが、3人との出会いで仲間の大切さに気付き、第15話で4人目のファントミラージュとして仲間に加わった。
ファントミラージュに加わった当初は学校に通っていなかったが、後に3人と同じきらめき中学校に通うようになる。
イメージカラーは赤。正体を隠すため、変身後は「ファントミダイヤ」と名乗っている。ココミ、サキ、ヨツバと違い、ファントミディアルで変身する。
第55話から第59話まではサキがポップコーンになってしまったことから、3人目のファントミラージュになっていた。

### ファントミラージュの関係者
ファンディー
演 - 関口メンディー
ファントミラージュのボスであり、彼自身も怪盗である。28歳。身長182cm、体重82㎏。ファントミラージュの正体を絶対の秘密としてココミに口封じしている。
普段は秘密基地の金庫を守りつつファントミラージュたちの活動を見守り、画像通信やホログラムの形で助言を与えている。何かと抜けた一面があり、ファントミラージュの4人から呆れられることも多い。
ファングリ/大栗純
演 - 小栗旬
第25話に初登場。ファンディーの兄。
普段は日本を代表する俳優・大栗純だが、かつては怪盗ファングリであった。
ファントミたちにファントミタイムを授けて、第27話でハリウッドへ出発した。
くまちぃ
声 - 本田翼
今作のマスコットキャラ。シルクハットがチャームポイント。
ファンシーショップで売られていたぬいぐるみに魂が宿った。
逆逆警察から「イケてる正義の味方を増やそうとしている」容疑をかけられ追われているためか、逆逆警察およびイケナイヤーの気配を「イケないにおい」として感知できる。ファントミリスティやひみつキーの使い方を教える。
いつもは帽子形のキーホルダーに姿を変えている。
サライ
演 - 山口莉愛
第25話から登場したサカサーマが作った最強の「ドールイケナイヤー」。元気にポーズを決めつつ「私はサライ、小学5年生」と名乗る。
ダンスが得意で、自分を普通の人間と思い込み、パパと認識したサカサーマの命令でイケナイことをする。ファントミラージュにとっては最大の敵で、ダンス対決をしたり、ファントミペンダントを奪われたり、彼女の作り出した「ガッチガチギャークジュエル」で苦しめられた。
第35話で自分自身が「小学5年生の持ち主に捨てられた人形」であることを知ってしまい「ダークサライ」、さらには「ダークサライ・サンタスタイル」に凶悪化してしまうが、第37話でサライの人間になりたい思いとファントミのキズナの力でクリスマスの奇跡が起こり、人間の小学5年生になることができた。普通の小学5年生になってから、ファンディーの保護でファングリの家族と暮らし、小学校にも通っている。
ファントミラージュの大ファンだが、逆逆警察も好きで、みんな仲良しになれたら良いと思っている。第48話で人形のサライを捨てて後悔のまま大人になった元持ち主の香川エリカに再会した。
次作『ポリス×戦士 ラブパトリーナ!』にも同一人物として引き続き登場する。詳細はラブパトリーナ!の項を参照。
アミーゴ
演 - Dream Ami
第55話のラストにて初登場。
ファントミラージュの先輩にあたる怪盗で、現在の肩書きは「ファントミクイーン」。
実は、過去に正体を暴かれ、ポップコーンになってしまったことがある。

### 逆逆警察
今作における悪役。イケている人を「逆逮捕」し、イケナイヤーを作り出す存在。「サカサマ帝国」からの刺客であり、イケている人を見つけると「〇〇罪！」（罪名は「激ウマスイーツでみんなを喜ばせ過ぎ罪！」など長々とした表現）と勝手に決めつけて、逆逮捕してしまう。サカサーマ様を除いた署員たちは全員アルバイト。アジトである「逆逆警察署」は上下が逆様になっており、天井が下になっている。
ギャンヌ署長
演 - 石田ニコル
逆逆警察の署長。29歳。
リーゼントヘアの婦警で、制服と私服が半々になっており、「ぎゃくぎゃくけいさつ一日一逆」と書かれたタスキをよく掛けている。
怠惰な性格ゆえに人間界にはあまり出向かない。サマー署長がいる間は副署長になる。
容姿がそっくりなママンヌという名の母がおり、彼女に心配をかけないよう彼氏ができたと嘘をついたこともあったが、実際は彼氏はいない。
また、リーゼントヘアには、「弱い自分を隠すため」という意味合いがある。第24話にて雑誌の撮影があった時は、担当ディレクターがリーゼントヘアを否定したがために、断ってしまう。
その後、マギャク巡査がヒーローになる夢を叶えたのを目の当たりにし、第59話でもう一度モデルになるために頑張ろうとする。しかし、心の底から笑えないがために納得いく写真を撮ることができず、諦めて故郷に帰ろうと思い立ってしまう。しかし、ちょうどメイクさんに変装していたセイラにより、リーゼントヘアなしでも納得いく自分が作れることを知り、もう一度撮影に挑むことを決める。
その矢先、サカサーマ様の力でイケナイヤーに変異してしまうが、ファントミダイヤの活躍によって浄化され、さらにアリアリパフュームをもらって、母と同じくモデルになる夢を叶えた。
マギャク巡査
演 - 黒石高大
パワー派の巡査。33歳。
三つ編み髪と児童用帽子、名札（電光掲示）付きのスモックという幼稚園児のような服装が特徴的。
趣味は筋トレ。時給は5円。
基本的にアベコベ刑事とペアで行動するが、その服装を活かし単独で幼稚園に潜入したこともある。
第58話にて、実はヒーローに憧れて逆逆警察に入ったことが明らかとなる。彼自身は『"警察"だから正義を守れる』という軽率な理由で入ったが、ファントミラージュと出会ってから、内心では逆逆警察と自分の描いていたヒーロー像との間でずれを感じ始めていた。ひどい時は、寺に修行に行ったこともあった。
ファントミラージュの応援により、逆逆警察を辞める決心をした矢先、サカサーマ様の力でイケナイヤーに変異してしまう。しかし、ファントミラージュの活躍によって浄化され、さらにファントミクローバーからマモレルパフュームをもらい、俳優になる夢を叶えた。
アベコベ刑事
演 - ぺえ
頭脳派の刑事。年齢不詳（自称・永遠の17歳）。
ハンチング帽に灰色のトレンチコートという、いかにもな刑事スタイル。
サライのことは妹のように可愛がっていたが、彼女が浄化され逆逆警察を去った際は、とても寂しがっていた。
マギャク巡査、ギャンヌ所長と、ファントミラージュに浄化された末に夢を叶える中、第60話でギャンヌ所長のファッションショーのポスターを破り捨てようとしたところで、サキとサライに会う。他の2人と違い、自分には心から叶えたいと思う夢がないことに苛立ちが隠せず、この愚行に走ったことを打ち明けるが、元ドールイケナイヤーとしてアベコベ刑事を見てきたサライからファッションに関して詳しいことを指摘されて、自分の叶えたい夢に気づき始める。
その矢先、サカサーマ様の力でイケナイヤーに変異する。しかし、イケナイヤーになってもイケナイ攻撃「逆逆・原宿ファッション」で人々を喜ばしたことを目の当たりにして、「年齢、見た目、他人の意見に左右されず、自分らしく自由に生きたい」という本当の夢を見つける。そして、ファントミラージュの活躍によって浄化され、サキからハジマッチャウパフュームをもらい、装いはそのままに新たな道へと歩み始める。
サカサーマ様
演 - ダンディ坂野
逆逆警察たちの上司。
ファントミラージュによる人間界征服計画の妨害に業を煮やしている。
第51話まではグラフィック姿で、グラフィックは前作のアイテム「あきらめストーン」を逆さにしたもの。第52話で1年間集めてきた「いけないパワー」で真の姿になり、逆逆警察のメンバーの前に現れた。サカサーマが真の姿になって以降、逆逆警察のメンバーと共にファントミラージュの正体を詮索している。
その正体は坂野ダンという名の人間で、幼いころに周囲から真面目さをからかわれて悩み、世の中の常識を逆様にしようと思い立った過去を持つ。ファントミラージュの活躍によって浄化されて正体を現した後、仲直りした。
サマー署長
演 - 大島美幸（森三中）
夏限定の署長。一人称は「おれサマー」。
アロハシャツにかき氷型の帽子、ドーナツの浮き輪を持って、手錠のレイを首にかけている。
レイを相手にかけることで、「メガイケナイヤー」に変えてしまう。いけないパワーを集めた末、第21話で逆逆警察から離れた。

### 町の人々
梅野 実（うめの　みのる）
演 - 今井隆文
第4話のラストにて初登場。通称「梅ちゃん」。
ココミの父・慎一の弟子のパティシエで、慎一を「師匠」と呼ぶ。「ちーっす」が口癖。
慎一が旅に出ている間、店を切り盛りしている。第21話にてファントミフェスに参加するが、ファントミラージュが来なかったことにより、帰る途中で逆逆警察に止められ、逆逮捕されてメガイケナイヤーにされたが、ファントミラージュの活躍によって元に戻った。ジュリに好意を抱いていたが、彼女が突然引っ越したことでかなり落ち込んでいた。第54話でケーキなどの食べ物を奪いに来たイケナイヤーに監禁されたが、サキのおかげで無事救出された。第63話で超伝説級幻の果物「ビナーナ」を探す旅に出発している。
坂上 文秋（さかがみ ふみあき）
演 - 南出凌嘉
第2話のラストにて初登場。
ココミとサキのクラスメイト。スクープ集めと称して学級新聞を作っている。
当初はファントミラージュの正体を詮索していたが、ココミとサキに正体をばらすなどの嫌な記事を作ってはいけないという約束をし、これ以降はファントミラージュに関する記事を作るようになる。第3話で逆逆警察に逆逮捕されてイケナイヤーにされたが、ファントミラージュの活躍によって元に戻った。第17話ではファントミファンと共にプチイケナイヤーにされたが、これもまたファントミラージュの活躍で元に戻った。
安奈 ジュリ/ジュリア
演 - 柳生みゆ
ココミたちが通う中学校の養護教諭で、ダンス部の顧問でもある。普段は内気な性格であるが、金髪のウィッグを被ることで外向的な性格に変貌し、ジュリアと名乗る。
第23話で逆逆警察に逆逮捕されてイケナイヤーにされたが、ファントミラージュの活躍によって元に戻った。第49話で、実はココミたちがファントミラージュであることを知っており、自身も怪盗見習いであることが明かされた。また、かねてよりファントミラージュの4人が仲間を思う強さに憧れており、第53話で突然養護教諭を退職し、仲間の怪盗を探す旅に出た。

#### 桜衣家
桜衣 慎一
演 - 斎藤工
ココミの父親。パティシエであり、娘の動画投稿の立役者。
イケナイヤーにされた最初の人物でもある。第4話で11年に一度見つかるという伝説のカカオを探す旅に出発した。その後、第44話で一度帰国し、ココミとバレンタインデーを一緒に過ごしたが、今度は73年に一度見つかるという超幻の伝説のカカオを探すために再び旅に出た。第59話の終盤で再び帰ってきたが、またしてもアベコベ刑事にAQイケないマシーンで逆逮捕されてAQイケナイヤーにされた挙句、サカサーマに利用され「ヒミツを教えてチョコレート」を作らされてしまう。第61話でサカサーマが浄化したことにより、無事に解放された。
桜衣 恵美/メグ・サクライ
演- 酒井若菜
ココミの母親。第31話と第32話で登場。
世界的な帽子デザイナー。

#### 明日海家
明日海 剣
演 - 鯨井智充
サキの父親。
明日海 舞子
演 - 長澤奈央
サキの母親。

#### 紫月家
紫月 一葉
演 - 岩井堂聖子
ヨツバの母親。
花屋で働いている。
紫月 ナノハ
演 - 佐々木みゆ
ヨツバの妹。
ファントミラージュに憧れている。

#### 紅羽家
紅羽 二朗/怪盗二十面相
演 - 諏訪太朗
二十の顔を持つ伝説の怪盗。セイラの父親。
紅羽 月乃
演 - 黒田福美

#### その他
ナレーター、ミスター・ミント
声 - 豊永利行

## 作中用語

### ファントミラージュ関係
ファントミリスティ
ココミ、サキ、ヨツバがファントミラージュに変身するアイテム。
ひみつキー
ファントミリスティにセットすると不思議な力が使えるアイテム。ひみつキーはファントミトランクにしまっている。ファントミラージュが事件を解決したらオヒラキーを使って姿を消す。
ファントミディアル
セイラ専用のファントミダイヤに変身するアイテム。ディアルにはひみつキーが内蔵されている。その中には、ファントミディアルにしか入ってないひみつキーもある。
ファントミトリック
ファントミラージュが使う必殺技。ファントミリングにはココミのハート、サキのスペード、ヨツバのクローバー、セイラのダイヤと、それぞれのエンブレムがついている。
ひみつのフィナーレでちょーだいモードに切り替えると、イケナイヤーに強い光を当て、ギャークジュエルを頂戴する。
ファントミタイム
サキ、ヨツバ、セイラのファントミパワーを集め、ココミが最強モードの“キズナスタイル”へと変身できるアイテム。
ファントミフィナール
キズナスタイルとなったココミ専用の武器アイテム。
ファントミタイムをセットすることで、ガッチガチギャークジュエルをも頂戴できる、「ちょーだいショット」を放つ。
ただし、この技を放つための姿であるキズナスタイルへの変身には上記の通りファントミタイムにココミ以外のメンバーのファントミパワーを集める必要があるため、ファントミラージュが全員揃っていないとキズナスタイルを発動できずガッチガチギャークジュエルを頂戴できなくなるという弱点を持つ。なお、作中でこのような状況に陥ったことはない。
ファントミパフューム
サライを浄化した後、ファンディがこれまでに集めたギャークジュエルを使って生み出した新しいお宝。ファンファンパフューム（ココミ）、ハジマッチャウパフューム（サキ）、マモレルパフューム（ヨツバ）、アリアリパフューム（セイラ）など、それぞれに固有のファントミパワーが宿っている。
全部で20種類存在し、第58話で全て揃った。
モドソルト
正体を暴かれ、ポップコーンになってしまったひみつ戦士を元の姿に戻すためのアイテム。
なぜか豆腐売りのような男性が、1瓶100円で売っている。
モドサナキャラメル
ポップコーンカップの着ぐるみを着た姿（巨大ポップコーン）になったひみつ戦士を元の姿に戻すためのアイテム。

### 逆逆警察関係
ギャークジュエル
逆逆警察がいけてる人をイケナイヤーにするために使用しているアイテム。くまちぃが帽子で獲ったギャークジュエルはファンディーが集めて金庫に保管している。
ガッチガチギャークジュエル
ギャークジュエルの強化形態。通常のギャークジュエルより"ガッチガチ"に固められており、ファントミトリックの浄化技が効かない。サライの地団駄によって生み出されていたが、サライが逆逆警察を去った後、ガッチガチハンマーでも生み出されるようになった（後述）。
ガチでガッチガチのガッチガチガチガチギャークジュエル
ギャークジュエルの更なる強化形態。ガッチガチギャークジュエル以上に固いらしいが、耐性自体はガッチガチギャークジュエルと変わらないため、ファントミフィナールで浄化可能。
あまりにも名前が長いため、ファントミのメンバーからは呆れられていた。
イケナイヤー
イケてる人が逆逮捕された姿。左手に手錠が変化した銀の腕輪と、ギザギザのビックリマーク（鍵穴が断裂したもの）が描かれた黒い手袋をしている。桜衣慎一の場合は激辛スイーツを作って配るなど、普段と逆の行動をして人々を困らせる。
第12話では、本来のターゲットではない人を誤認逮捕してしまったが、それでもイケナイヤーになった。また、妖精をイケナイヤー化することも可能。
メガイケナイヤー
サマー署長によって逆逮捕された人。周りの人間にレイをかけて、プチイケナイヤーに変えてしまう。
人物であれば、絵でもメガイケナイヤーにしてしまえる。
プチイケナイヤー
メガイケナイヤーによって変化した人々。「プチ」と言いながら悪事をする。
ドールイケナイヤー
サライがいけないボックスを開け、世界中にばら撒いた「いけないパワー」で人形から生み出されたイケナイヤー。
AQイケナイヤー
AQいけないマシーンで逆逮捕された人。サカサーマ様が浄化されない限り元に戻れない。
ガッチガチハンマー
サライ不在の状態でも、「ギャークジュエル」を「ガッチガチギャークジュエル」に変化できるハンマー。『ガチでガッチーン！』という呪文と共に相手を叩くことで、「ガッチガチギャークジュエル」に変化する。遠く離れた場所からでも、この効果を使うことができる。
ハンマーという形状の都合上、人間以外にも使うことができる他、イケナイヤーではない状態から直接「ガッチガチギャークジュエル」持ちのイケナイヤーにすることもできる。
また、叩いた相手をガッチガチに固めてしまうこともできる。ただしこの効果は、ファントミラージュたちに対しては1回も使われなかった。
第50話にて一度壊れてしまうが、第51話で「ガッチガチギャークジュエル」を作り出す機能は直せたが、相手を固める能力も元に戻ったのかは不明。
AQいけないマシーン
この機械で逆逮捕された者は、サカサーマ様が浄化されない限り2度と元の姿に戻れず、永久にいけないことをし続ける。また、逆逮捕された者の幸せな記憶をも封じ込めてしまう。
しかし、ファントミパフュームの力までは封じることができなかった。
サカサーマ様が浄化されたことで、この機械自体も無効となった。
ひみつおしえてチョコレート
超幻の伝説のカカオによって作ることができるチョコレート。
これを食べた者は、あまりの美味しさに、思わず自分の秘密を話してしまう。

## スタッフ
- 原作 - タカラトミー、OLM
- 掲載 - ぷっちぐみ、幼稚園、めばえ（小学館）
- 企画 - 沢田雅也（タカラトミー）、藤田浩幸（電通）、奥野敏聡（OLM）、押田裕一→平岡利介（テレビ東京）、久保雅一（小学館）、斎藤清美（ShoPro）、木島康（LDH JAPAN）
- プロジェクトマネージャー - 山口朋（タカラトミー）、遠藤哲哉（電通）、佐々木礼子
- 原案協力 - 安田隆宏、川上哲二、斉藤直子、丹美和子、大場麻未
- エグゼクティブプロデューサー - 鴻巣崇（タカラトミー）
- プロデューサー - 村松紗也子（テレビ東京）、今井陽介（電通）、坂美佐子（OLM）
- 制作プロデューサー - 井上文雄、前田茂司、奥野邦洋
- アソシエイトプロデューサー - 長光加奈、北尾優佳、古市直彦→釜秀樹、山田唯莉子→高柳桃子（テレビ東京）、勝山健晴、菅谷尚子、中久木一哉
- スーパーバイザー - 高原文彦、滝野圭輔、大島満、廣部琢之（テレビ東京）、沢辺伸政、山守貴子、谷川寛子
- 総監督・監督 - 三池崇史
- 監督 - 山口義高、横井健司、西海謙一郎、倉橋龍介、平野勝利、松本弘、原島孝暢
- コンセプトストーリー - 中村雅
- シリーズ構成・脚本 - 加藤陽一
- 脚本 - 青木万央、松井香奈、中園勇也
- キャラクタースーパーバイザー - 前田勇弥
- ダンス監修 - expg
- OP・ED演出 - 田所貴司
- 音楽 - 遠藤浩二
- 現像所 - 東京現像所
- 音楽プロデューサー - 舩橋宗寛
- 音楽協力 - テレビ東京ミュージック
- 撮影 - 北信康、横山公亮、加藤航平、松本貴之（J.S.C.）
- 照明 - 佐藤宗史、佐藤俊介、田中利夫
- 美術 - 羽賀香織、中川理仁
- 制作協力 - 楽映舎
- 制作プロダクション - OLM TEAM MIIKE
- 製作 - テレビ東京、電通、OLM

## 楽曲

### 主題歌
| 使用箇所           | 曲名             | 作詞                       | 作曲                       | 編曲             | 歌      | 使用話数 | 補足     |
| ------------------ | ---------------- | -------------------------- | -------------------------- | ---------------- | ------- | -------- | -------- |
| オープニングテーマ | ダイジョウブ     | 松井麻維                   | わたるスペシャル           | わたるスペシャル | Girls2  | 1 - 13   | [ 注 1 ] |
| オープニングテーマ | 恋するカモ       | ペンギンス・Sorato・伽羅奢 | ペンギンス・Sorato・伽羅奢 | Sorato           | Girls2  | 14 - 39  | [ 注 2 ] |
| オープニングテーマ | チュワパネ!      | NIYA・TETTA                | NIYA・TETTA                | NIYA・TETTA      | Girls2  | 40 - 64  | [ 注 3 ] |
| エンディングテーマ | じゃん☆けん☆ぽん | 浦島健太・山本匠           | 浦島健太・山本匠           | 浦島健太・山本匠 | mirage2 | 1 - 13   | [ 注 4 ] |
| エンディングテーマ | ドキ☆ドキ        | 長沢知亜紀・永野小織       | 長沢知亜紀・永野小織       | The Answer       | mirage2 | 14 - 26  | [ 注 5 ] |
| エンディングテーマ | キセキ           | イズミカワソラ             | イズミカワソラ             | 山﨑佳祐         | mirage2 | 27 - 39  | [ 注 6 ] |
| エンディングテーマ | 咲いて2          | 浦島健太・TETTA            | 浦島健太・TETTA            | 浦島健太・TETTA  | mirage2 | 40 - 51  |          |
| エンディングテーマ | 歩きだそう       | 瀧澤純一                   | 瀧澤純一                   | 瀧澤純一         | mirage2 | 52 - 64  |          |

## 放映リスト
放送日はテレビ東京基準。ゲストキャラクター欄の斜体表記は、イケナイヤー（第16話や第17話と第19話から第21話まではメガイケナイヤー）になったキャラクターおよびキャストのうちゲストではない者。なお2019年3月31日は事前特番「マジマジョ×ファントミ ひみつちょーだい！スペシャル」が放送された。
| 放送日         | 話数 | サブタイトル                               | ゲストキャラクター | ひみつキー                                        | ファントミパフューム                                                                  | イケナイヤー                                | 脚本     | 監督       |
| -------------- | ---- | ------------------------------------------ | --- | ------------------------------------------------- | ------------------------------------------------------------------------------------- | ------------------------------------------- | -------- | ---------- |
| 2019年 4月7日  | 1    | ファントミラージュになっちゃった!          | なし | タンチキー                                        | なし                                                                                  | アマクナイヤー                              | 加藤陽一 | 三池崇史   |
| 4月14日        | 2    | 正体バレたら超大変!?ヒミツのひみつ戦士!    | - 寿握郎（浅香航大） | コチョコチョキー                                  | なし                                                                                  | ニギラナイヤー                              | 加藤陽一 | 三池崇史   |
| 4月21日        | 3    | 週刊文秋!ファントミの正体、あばかれる!     | なし | ズームキー                                        | なし                                                                                  | アバクヤー                                  | 加藤陽一 | 三池崇史   |
| 4月28日        | 4    | 大人気!ファントミブームがきた!?            | - 保坂育美（森田涼花） | キコエルキー ミチビキー                           | なし                                                                                  | オセワシナイヤー                            | 中園勇也 | 山口義高   |
| 5月5日         | 5    | ファントミになりたい!                      | - 割引安雄（中河内雅貴） | カクレルキー                                      | なし                                                                                  | ワリビキシナイヤー                          | 加藤陽一 | 山口義高   |
| 5月12日        | 6    | ヨツバの母の日大作戦!                      | - 尾花香（江上敬子（ニッチェ）） | ズームキー                                        | なし                                                                                  | サカナイヤー                                | 中園勇也 | 山口義高   |
| 5月19日        | 7    | 魔法戦士あらわる!                          | - マジマジョピュアーズ 愛乃モモカ（三好佑季） 白雪リン（隅谷百花） 花守ミツキ（鶴屋美咲） 星奈シオリ（小川桜花） 虹色ユリア（増田來亜） - 石神井キヨコ（大島蓉子） | サーチキー ハンドキー                             | なし                                                                                  | カタヅケナイヤー                            | 青木万央 | 西海謙一郎 |
| 5月26日        | 8    | 取り戻せ!ヒミツのひみつアイテム!           | - 本間正太郎（なだぎ武） | ボイチェンキー サーチキー オヤスミキー            | なし                                                                                  | シンサツシナイヤー                          | 青木万央 | 西海謙一郎 |
| 6月2日         | 9    | 発見!?4人目のファントミラージュ!           | - カニー皿池（八木真澄（サバンナ）） - 女子高生（西野未姫） | アヤツリキー                                      | なし                                                                                  | ウゴキタクナイヤー                          | 松井香奈 | 倉橋龍介   |
| 6月9日         | 10   | サキとお天気お姉さん                       | - 天田晴美（入来茉里） | ツーシンキー サーチキー                           | なし                                                                                  | ヨホウドオリヤー                            | 松井香奈 | 倉橋龍介   |
| 6月16日        | 11   | 一緒に踊ろっ!笑顔のダンス!                 | - ふうか（小田柚葉） | キコエルキー ウソハッケンキー                     | なし                                                                                  | モウオドレナイヤー                          | 中園勇也 | 横井健司   |
| 6月23日        | 12   | ヨツバ、ヒミツの特訓!                      | - アート（チャド・マレーン） - 鼓一徹（佐渡山順久） | ホンヤクキー パワーアップキー                     | なし                                                                                  | タタカナイヤー                              | 青木万央 | 横井健司   |
| 6月30日        | 13   | ファントミダイヤの正体!                    | - 輝坂ひかる（橋本小雪（日本エレキテル連合）） | ヘンソウキー ズームキー                           | なし                                                                                  | ヘンガオカクヤー                            | 加藤陽一 | 山口義高   |
| 7月7日         | 14   | 仲間になろう!ファントミダイヤを追え!       | - 高出直人（中村優一） | キコエルキー サーチキー ヘンソウキー              | なし                                                                                  | オシャレサセナイヤー                        | 加藤陽一 | 山口義高   |
| 7月14日        | 15   | 名探偵VSファントミダイヤ!                  | - 明土小五郎（堀内正美） | キコエルキー ヘンソウキー                         | なし                                                                                  | ナゾトカナイヤー                            | 中園勇也 | 山口義高   |
| 7月21日        | 16   | 夏だ!お宝だ!逆逆警察サマーキャンペーンだ!! | - モナナ・リササ（ゆいP（おかずクラブ）） - 警備員（ザ・たっち）                                                                                                   | ヘンソウキー サーチキー ミチビキー                | なし                                                                                  | ホホエマナイサー                            | 松井香奈 | 倉橋龍介   |
| 7月28日        | 17   | 人気爆発!ファントミファン大集合!           | - 日色愛実（井上咲楽） - キラッとプリ☆チャン | ダイスキー                                        | なし                                                                                  | キョウミナイヤー                            | 中園勇也 | 平野勝利   |
| 8月4日         | 18   | ファントミ!テレビにゲスト出演!?            | - ひだぽんた（加藤諒） - お笑い芸人（金剛地武志、ボブ鈴木） | カクレルキー ツウシンキー                         | なし                                                                                  | カイケツシナイヤー                          | 青木万央 | 倉橋龍介   |
| 8月11日        | 19   | ちょーだい!ヒミツのアケチャウキー!         | - 林田修（渡部秀） | サイズキー アケチャウキー                         | なし                                                                                  | イケないティーチャー                        | 中園勇也 | 平野勝利   |
| 8月18日        | 20   | ドドンパ!イケない盆踊り!                   | - ドドンパ新井（徳永ゆうき） - ヨツバ（幼少期）（佐々木みゆ） | マモルキー                                        | なし                                                                                  | イケナイオンドヤー                          | 松井香奈 | 西海謙一郎 |
| 8月25日        | 21   | 夏の終わりのサマーフェス!                  | なし | アケチャウキー アヤツリキー                       | なし                                                                                  | ダレデモイインヤー                          | 松井香奈 | 西海謙一郎 |
| 9月1日         | 22   | 大発表!ファントミ10大ニュース!             | なし | なし                                              | なし                                                                                  | なし                                        | 加藤陽一 | 倉橋龍介   |
| 9月8日         | 23   | ジュリ先生!オモテの顔とウラの顔!           | なし | ミチビキー サーチキー                             | なし                                                                                  | ダンスナンテオコトワリヤー                  | 青木万央 | 横井健司   |
| 9月15日        | 24   | 逆逆警察!逆にいきなり大人気!?              | - 裏原かんぺー（廣瀬智紀） | キロクキー ズームキー                             | なし                                                                                  | フクナンテイラナイヤー                      | 青木万央 | 横井健司   |
| 9月22日        | 25   | 私はサライ!小学5年生!                      | - 美崎メイ（伊藤沙莉） | なし                                              | なし                                                                                  | メイクオトスヤー                            | 加藤陽一 | 三池崇史   |
| 9月29日        | 26   | ファングリさんとファントミタイム!          | - 美崎メイ（伊藤沙莉） - 中藤万奈（大久保佳代子（オアシズ）） | アケチャウキー キズナキー                         | なし                                                                                  | メイクオトスヤー                            | 加藤陽一 | 三池崇史   |
| 10月6日        | 27   | 力の消えたキズナキー                       | - 配野達夫（柾木玲弥） | ズームキー                                        | なし                                                                                  | ハイタツシナイヤー                          | 加藤陽一 | 倉橋龍介   |
| 10月13日       | 28   | アイドルはサキのお宝!?                     | - 秋葉千佳（岡村いずみ） - サキ（幼少期）（飯尾夢奏） | サーチキー                                        | なし                                                                                  | エガオニシナイヤー                          | 中園勇也 | 倉橋龍介   |
| 10月20日       | 29   | 見つけて!ヨツバのクローバー                | - 颯駆（石垣佑磨） | キロクキー ミチビキー パワーアップキー            | なし                                                                                  | ハシラナイヤー                              | 青木万央 | 西海謙一郎 |
| 10月27日       | 30   | セイラと怪盗二十面相                       | - 渋谷集（遠藤雄弥） | ミチビキー ヘンソウキー                           | なし                                                                                  | ハロウィンナンテキライヤー                  | 青木万央 | 平野勝利   |
| 11月3日        | 31   | ココミとママの大切な宝物                   | - ココミ（幼少期）（山本和花） | アケチャウキー マモルキー                         | なし                                                                                  | なし                                        | 松井香奈 | 横井健司   |
| 11月10日       | 32   | ついに復活!キズナスタイル!                 | - 布目絹子（小沢真珠） | パワーアップキー                                  | なし                                                                                  | イイキジダメニスルヤー                      | 松井香奈 | 横井健司   |
| 11月17日       | 33   | 4人の絆でキズナスタイル!                   | - 鍵谷開（サンシャイン池崎） | サイズキー                                        | なし                                                                                  | カギシメチャウヤー                          | 中園勇也 | 西海謙一郎 |
| 11月24日       | 34   | ねらわれたファントミペンダント!            | - 竹本新八（水野智則） | サーチキー コチョコチョキー ミチビキー マモルキー | なし                                                                                  | オシエナイヤー                              | 青木万央 | 平野勝利   |
| 12月1日        | 35   | サライのイケないイタズラ!                  | - リポーター（西野未姫） - ランナー（齋木隆太） - モロヘイヤー（金子昇）                                                                                           | ツーシンキー キロクキー                           | なし                                                                                  | ヒーロージャナイヤー（ドールイケナイヤー）  | 松井香奈 | 倉橋龍介   |
| 12月8日        | 36   | ダークサライ!闇の小学5年生!                | なし | ダイスキー                                        | なし                                                                                  | なし                                        | 中園勇也 | 横井健司   |
| 12月15日       | 37   | クリスマスなくしマス!                      | - サンタのお姉さん（竹島由夏） - サンタのお兄さん（出合正幸） | なし                                              | なし                                                                                  | イケナイサンタヤー                          | 加藤陽一 | 倉橋龍介   |
| 12月22日       | 38   | 紅白ファントミ合戦!                        | なし | アヤツリキー                                      | なし                                                                                  | なし                                        | 青木万央 | 西海謙一郎 |
| 12月29日       | 39   | キズナのヒミツ!み〜つけた!                 | なし | キロクキー                                        | なし                                                                                  | なし                                        | 中園勇也 | 平野勝利   |
| 2020年 1月12日 | 40   | 新たなお宝！ファントミパフューム!          | - 東手成人（西山潤） | なし                                              | ファンファンパフューム ハジマッチャウパフューム マモレルパフューム アリアリパフューム | 成人式ブチコワスヤー                        | 加藤陽一 | 横井健司   |
| 1月19日        | 41   | はじめよう!みんなのダンス部                | - 吹田奏（渡辺優奈） | ヘンソウキー                                      | ミュージックパフューム                                                                | ホラフクヤー                                | 青木万央 | 横井健司   |
| 1月26日        | 42   | サキとちひろの神隠し!?                     | - 長崎隼（長谷川忍（シソンヌ）） - 風谷ちひろ（藤井武美） - サンサン（声：すず）                                                                                   | なし                                              | ヒラメキパフューム                                                                    | アニメヤメルヤー                            | 松井香奈 | 倉橋龍介   |
| 2月2日         | 43   | アニメスペシャル!迷えるサキを救え!         | - サンサン（声：すず） - ゲッコー（声：花） - ボンボヤ（声：松本治子） - Girls²                                                                                    | ミチビキー ヘンソウキー                           | フレンドパフューム                                                                    | アニメニシチャウヤー                        | 松井香奈 | 松本弘     |
| 2月9日         | 44   | ココミとパパのバレンタイン                 | - 知与古礼人（三浦誠己） - 佐藤（佳久創） | サーチキー                                        | ラッキーパフューム                                                                    | チョコツクラナイヤー                        | 青木万央 | 横井健司   |
| 2月16日        | 45   | 週刊文秋!ファントミひみつ特別号!           | - 新田潮（榊英雄） | オヤスミキー                                      | マエムキパフューム                                                                    | シツコイヤー                                | 中園勇也 | 西海謙一郎 |
| 2月23日        | 46   | 逆逆警察のナゾを追え!                      | - 坂上あさひ（森川海良） | ウソハッケンキー                                  | カワイイパフューム                                                                    | ウソカクヤー                                | 中園勇也 | 西海謙一郎 |
| 3月1日         | 47   | ファントミパフュームのヒミツ!              | なし | ズームキー ツウシンキー                           | なし                                                                                  | なし                                        | 青木万央 | 横井健司   |
| 3月8日         | 48   | サライの探し物見つけた!                    | - 香川エリカ（小野花梨） - おばぁさん（大貫花子） - エリカ（幼少期）（清水香帆）                                                                                   | ミチビキー サーチキー                             | ハートパフューム                                                                      | オセッカイヤー                              | 青木万央 | 平野勝利   |
| 3月15日        | 49   | 春のはちゃめちゃダンス合宿!                | - 宮城則之（六平直政） | パワーアップキー                                  | ヘアパフューム                                                                        | セッキョウスルヤー                          | 中園勇也 | 西海謙一郎 |
| 3月22日        | 50   | ライバル宣言!?最強ダンスコンビ登場!        | - バンブーロボ F-823（福田望） - 佳奈美（比留間七星） - 真奈美（牧野羽咲）                                                                                         | パワーアップキー                                  | ダンスパフューム                                                                      | イキアワセナイヤー                          | 松井香奈 | 原島孝暢   |
| 3月29日        | 51   | めざせ優勝!ガールズダンスコンテスト!       | - 高室るりえ（髙石あかり） - 佳奈美（比留間七星） - 真奈美（牧野羽咲） - 司会者（金剛地武志） - 高室孝蔵（津田寛治）                                               | なし                                              | ユウキパフューム                                                                      | コンテストブッツブスヤー                    | 松井香奈 | 倉橋龍介   |
| 4月5日         | 52   | 時は来た!サカサーマあらわる!               | - 好出愛（川崎帆々花） | なし                                              | スマイルパフューム                                                                    | 正体シリタガルヤー                          | 加藤陽一 | 横井健司   |
| 4月12日        | 53   | 迫る逆逆警察!ファントミのピンチ!           | - 半谷光悠佳（ラヴェリック羽菜） - 清水柚花（伊藤咲耶） - 清水悠人（小池力哉） - 白井優子（飛鳥凛）                                                                | ヘンソウキー                                      | スタディパフューム                                                                    | テアテシナイヤー                            | 中園勇也 | 横井健司   |
| 4月19日        | 54   | ついにバレた!?ファントミの正体!            | - 福平真衣（菜月） | パワーアップキー                                  | スポーツパフューム                                                                    | モグモグタイムヤー                          | 青木万央 | 平野勝利   |
| 4月26日        | 55   | ポップコーンになっちゃった!                | - お土産物屋さん（田中保行） - 太賀愛（工藤綾乃） - 早乙女誠（平埜生成）                                                                                           | アヤツリキー                                      | ナカヨシパフューム                                                                    | ワカレサセルヤー                            | 松井香奈 | 倉橋龍介   |
| 5月3日         | 56   | 教えてサライ!逆逆警察のひみつ!             | なし | なし                                              | なし                                                                                  | なし                                        | 松井香奈 | 原島孝暢   |
| 5月10日        | 57   | 帰ってきたファントミクイーン!              | - 紺野メル（高嶋菜七） | コピーキー                                        | メイクパフューム                                                                      | ポップシナイヤー                            | 加藤陽一 | 平野勝利   |
| 5月17日        | 58   | ドキドキ潜入!逆逆警察!                     | なし | なし                                              | シングパフューム                                                                      | ヤッパヤメナイヤー                          | 加藤陽一 | 倉橋龍介   |
| 5月24日        | 59   | ギャンヌ署長のひみつ!                      | なし | ヘンソウキー コチョコチョキー パワーアップキー    | なし                                                                                  | ユメナンテカナワナイヤー ツクリツヅケルヤー | 中園勇也 | 倉橋龍介   |
| 5月31日        | 60   | ヒミツ教えてチョコレート!                  | なし | サーチキー                                        | なし                                                                                  | ナイッタラナイヤー                          | 青木万央 | 横井健司   |
| 6月7日         | 61   | 決戦サカサーマ!最後の戦い!                 | - ダン少年（潤浩） | なし                                              | なし                                                                                  | なし                                        | 加藤陽一 | 横井健司   |
| 6月14日        | 62   | ファンディーさん最後の指令!?               | なし | なし                                              | なし                                                                                  | なし                                        | 中園勇也 | 平野勝利   |
| 6月21日        | 63   | ファントミラージュは永遠に♪                | なし | なし                                              | なし                                                                                  | なし                                        | 松井香奈 | 倉橋龍介   |
| 6月28日        | 64   | ファントミ ナミダの卒業式!?                | なし | キロクキー                                        | なし                                                                                  | なし                                        | 青木万央 | 倉橋龍介   |

## 放送局
| 放送期間                                                                  | 放送時間                             | 放送局             | 対象地域       | 備考                      |
| ------------------------------------------------------------------------- | ------------------------------------ | ------------------ | -------------- | ------------------------- |
| 2019年4月7日 - 2020年6月28日                                              | 日曜 9:00 - 9:30                     | テレビ東京         | 関東広域圏     | 製作局                    |
|                                                                           |                                      | テレビ北海道       | 北海道         |                           |
|                                                                           |                                      | テレビ愛知         | 愛知県         |                           |
|                                                                           |                                      | テレビ大阪         | 大阪府         |                           |
|                                                                           |                                      | テレビせとうち     | 岡山県・香川県 |                           |
|                                                                           |                                      | TVQ九州放送        | 福岡県         |                           |
| 2019年4月20日 - 2020年7月11日                                             | 土曜 5:45 - 6:15                     | 新潟放送           | 新潟県         | [ 注 8 ]                  |
|                                                                           | 土曜 7:30 - 8:00                     | 東日本放送         | 宮城県         |                           |
| 2019年4月21日 - 2020年7月12日                                             | 日曜 5:50 - 6:20                     | 広島ホームテレビ   | 広島県         | [ 注 9 ]                  |
|                                                                           | 日曜 8:30 - 9:00                     | テレビ静岡         | 静岡県         |                           |
| 2019年4月23日 - 10月1日 2019年10月8日 - 2020年7月28日                     | 火曜 17:30 - 18:00 火曜 18:25- 18:55 | 岐阜放送           | 岐阜県         | [ 注 10 ]                 |
| 2019年5月4日 - 2020年8月1日                                               | 土曜 8:30 - 9:00                     | キッズステーション | 日本全域       | CS放送 / リピート放送あり |
| 2019年5月7日 - 2020年7月28日                                              | 火曜 17:25 - 17:55                   | びわ湖放送         | 滋賀県         |                           |
| 2019年5月21日 - 2020年8月11日                                             | 火曜 17:30 - 18:00                   | テレビ和歌山       | 和歌山県       |                           |
| 2019年8月10日 - 2020年8月29日                                             | 土曜 6:00 - 6:30                     | 長崎放送           | 長崎県         | [ 注 11 ]                 |
| テレビ東京系列は字幕放送、テレビ東京系列地上波6局のみ連動データ放送実施。 |                                      |                    |                |                           |

| 配信期間       | 配信時間        | 配信サイト                                                                                          | 備考                            |
| -------------- | --------------- | --------------------------------------------------------------------------------------------------- | ------------------------------- |
| 2019年4月8日 - | 月曜 0:00 更新  | あにてれ GYAO!                                                                                      | 有料配信 第1話・最新話1週間無料 |
|                |                 | Amazonビデオ Google Playストア HAPPY！動画 J:COMオンデマンド ビデオマーケット Rakuten TV TSUTAYA TV | 有料配信                        |
|                | 月曜 10:00 更新 | タカラトミーチャンネル（YouTube）                                                                   | 最新話は1週間限定配信           |

## 関連商品

### DVD-BOX
| 巻 | 発売日         | 収録話          | 規格品番   | 初回特典                          |
| -- | -------------- | --------------- | ---------- | --------------------------------- |
| 1  | 2019年10月25日 | 第1話 - 第16話  | ZMSZ-13551 | DVD限定ひみつキー「アヤツリキー」 |
| 2  | 2020年2月26日  | 第17話 - 第32話 | ZMSZ-13552 | DVD限定ファントミカード           |
| 3  | 2020年6月26日  | 第33話 - 第48話 | ZMSZ-13983 | DVD限定ミニクリアファイル         |
| 4  | 2020年9月25日  | 第49話 - 第64話 | ZMSZ-13984 | DVD特製シール                     |

## Webアニメ
ファントミ ミニアニメ
YouTubeタカラトミーチャンネルでWeb配信しているディフォルメキャラが登場する短編アニメ。月2話配信。
- 第10・12話ゲスト - HIMAWARIちゃんねる（まーちゃん、おーちゃん）

| 話数   | サブタイトル                              | 配信日         |
| ------ | ----------------------------------------- | -------------- |
| 第1話  | ココミ、登場！                            | 2019年 8月5日  |
| 第2話  | サキ、完全にかいけつ！                    | 8月25日        |
| 第3話  | ヨツバ、守りたい大切な人を                | 9月9日         |
| 第4話  | ファントミ、人気者に?!                    | 9月30日        |
| 第5話  | セイラ、ファントミ的にアリ！              | 10月20日       |
| 第6話  | ファントミハロウィン！                    | 10月27日       |
| 第7話  | スマイルだいさくせん！                    | 11月17日       |
| 第8話  | じけん?!ココミとサキのスイーツづくり      | 11月25日       |
| 第9話  | クリスマスがこない?!                      | 12月17日       |
| 第10話 | 人気ミーチューバーがやってきた?!          | 12月23日       |
| 第11話 | みんなでおそろい                          | 2020年 1月27日 |
| 第12話 | 雪まつりをもりあげよう！                  | 2月3日         |
| 第13話 | ウソハッケンキ―でかいけつ！               | 2月17日        |
| 第14話 | ピンチ！せんせいをたすけよう！            | 3月2日         |
| 第15話 | ふしぎなおともだち                        | 3月16日        |
| 第16話 | すてきなおねえさんにはなしかけたいけど... | 3月30日        |

## 映画
『劇場版 ひみつ×戦士 ファントミラージュ! 〜映画になってちょーだいします〜』が2020年7月23日に公開。2019年11月17日のライブビューイングイベントで発表された。主題歌はGirls2の「ABCDEFガール」。
当初は5月1日より公開予定であったが、2019新型コロナウイルス感染拡大を受け、公開延期となったことが4月7日に発表され、その後、公開日が7月23日に決定されたことが6月23日に発表された。
監督はテレビシリーズ総監督の三池崇史が担当。劇場版としてのボリュームアップを図りつつも、映画でテレビシリーズと違うことをやろうとする悪しき慣習を捨てることを標榜し、テレビシリーズ視聴者に違和感を抱かせないことを重視している。OLMプロデューサーの井上文雄は、客層は異なるが、ジェットコースター展開の末に「愛」を結末に持ってくる点は三池の前作『初恋』と共通するものであると評している。

### キャスト
- 桜衣ココミ - 菱田未渚美
- 明日海サキ - 山口綺羅
- 紫月ヨツバ - 原田都愛
- 紅羽セイラ - 石井蘭
- くまちぃ - 本田翼 (CV)
- ファンディー - 関口メンディー（EXILE/GENERATIONS）
- サライ - 山口莉愛
- 梅野実 - 今井隆文
- 坂上文秋 - 南出凌嘉
- ギャンヌ署長 - 石田ニコル
- マギャク巡査 - 黒石高大
- アベコベ刑事 - ぺえ
- サカサーマ様 - ダンディ坂野
- 黒沢ピヨシ - 中尾明慶[39]
- 山野井龍一郎 - 大鶴佐助
- 小浦一優（芋洗坂係長）
- 橘フウカ - 小田柚葉（Girls2）[40]
- 白雪リン - 隅谷百花（Girls2）[40]
- 花守ミツキ - 鶴屋美咲（Girls2）[40]
- 星奈シオリ - 小川桜花（Girls2）[40]
- 虹色ユリア - 増田來亜（Girls2）[40]
- 桜衣慎一 - 斎藤工
- ナレーション - 豊永利行

### スタッフ
- 原作 -タカラトミー、OLM
- 監督 - 三池崇史
- 脚本 - 加藤陽一
- 音楽 - 遠藤浩二
- 主題歌 - Girls2『ABCDEFガール』
- 撮影 - 松本貴之
- 照明 - 佐藤宗史
- 録音 - 治田敏秀
- 美術 - 中川理仁
- 編集 - 神谷朗
- 助監督 - 平野勝利
- 制作担当 - 柄本かのこ
- VFXプロデューサー - 徳重実
- VFXスーパーバイザー - 中島征隆
- キャラクタースーパーバイザー - 前田勇弥
- スーパーサポーター - 倉橋龍介
- ラインプロデューサー - 善田真也
- 掲載 - ぷっちぐみ、幼稚園、めばえ（小学館）
- 配給 - KADOKAWA、イオンエンターテイメント
- 制作プロダクション - OLM
- 制作協力 - 楽咲舎
- 撮影協力 - 東映京都撮影所
- 製作 - 劇場版ファントミラージュ!制作委員会

## 次回作以降の出演
※今作と次回作以降で役名が異なる場合は（今作の役名）→（次回作以降の役名）と表記する。

### レギュラー出演
『ポリス×戦士 ラブパトリーナ!』
サライ→紫原サライ/ラブパトパープル - 山口莉愛

### ゲスト出演
『ポリス×戦士 ラブパトリーナ!』
第10話、第43話
桜衣ココミ/ファントミハート - 菱田未渚美
明日海サキ/ファントミスペード - 山口綺羅
紫月ヨツバ/ファントミクローバー - 原田都愛
紅羽セイラ/ファントミダイヤ - 石井蘭
第20話、第46話
サカサーマ様/坂野ダン→紫原ダン - ダンディ坂野
第31話
梅野実 - 今井隆文
『ビッ友×戦士 キラメキパワーズ!』
第27話
紅羽セイラ/ファントミダイヤ - 石井蘭

### 映画（ゲスト出演）
『劇場版 ポリス×戦士 ラブパトリーナ！〜怪盗からの挑戦！ ラブでパパッとタイホせよ！〜』
2021年4月29日公開。
桜衣ココミ/ファントミハート - 菱田未渚美
明日海サキ/ファントミスペード - 山口綺羅
紫月ヨツバ/ファントミクローバー - 原田都愛
紅羽セイラ/ファントミダイヤ - 石井蘭

## 次世代ガールズグループ『mirage²』
本番組のために結成されたユニット。読みは「ミラージュミラージュ」。作品中でファントミラージュを演じるメンバー4人は、主題歌の歌唱のほかに、全国各地で開催されるイベントに参加している。4人はEXPG STUDIOの卒業生である。ドラマ終了後、4人はGirls2の活動がメインとなっているため、2021年以降mirage2名義での活動は事実上停止している。

### メンバー
- 桜衣ココミ/ファントミハート（菱田未渚美）
- 明日海サキ/ファントミスペード（山口綺羅）
- 紫月ヨツバ/ファントミクローバー（原田都愛）
- 紅羽セイラ/ファントミダイヤ（石井蘭）

### ディスコグラフィ
|                | 発売日         | タイトル                            | 規格品番            | 規格品番   | 規格品番 |
| 初回限定盤     | 発売日         | タイトル                            | 通常盤              | 期間限定盤 |          |
| -------------- | -------------- | ----------------------------------- | ------------------- | ---------- | -------- |
| 1st            | 2019年6月5日   | じゃん☆けん☆ぽん                    | AICL-3696 AICL-3697 | AICL-3698  |          |
| 2nd            | 2019年9月25日  | ドキ☆ドキ                           | AICL-3766 AICL-3767 | AICL-3768  |          |
| ミニアルバム   | 2019年12月25日 | キセキ                              | AICL-3791 AICL-3792 | AICL-3793  |          |
| 3rd            | 2020年2月5日   | 咲いて2                             | AICL-3813 AICL-3814 | AICL-3815  |          |
| ベストアルバム | 2020年6月24日  | MIRAGE✩BEST-Complete mirage2 Songs- | AICL-3893 AICL-3894 | AICL-3895  |          |

### テレビ出演
- 2019年9月25日・12月24日・2020年2月5日、おはスタ（テレビ東京）
- 2020年12月31日、ももいろ歌合戦（BS日テレ・ニッポン放送・AbemaTV）

### イベント
- 「マジョピュア×ファントミ」バトンタッチイベント
  - 2019年4月6日、サンシャインシティで開催。
- 『じゃん☆けん☆ぽん』リリースイベント
  - 2019年5月から6月に昭島、佐賀、阿倍野、柏、浜松、堺、名古屋、大宮、千葉、立川で開催
- 湘南ベルマーレvs名古屋グランパスイベント
  - 5月4日にShonan BMWスタジアムで開催の明治安田J1の前座に出演
- 「ひみつ戦士ファントミラージュ」パフォーマンスショー
  - 2019年6月に東京おもちゃショー、7月に池袋で開催。
- テレビ朝日・六本木ヒルズ 夏祭り SUMMER STATION
  - 8月11日のコカ・コーラSUMMER STATION 音楽LIVEに出演
- ぷっちぐみプレゼンツひみつ×戦士 ファントミラージュステージ
  - 8月17日にパシフィコ横浜で行われたちゃおフェスティバル2019に出演
- キッズステーションプレゼンツひみつ×戦士 ファントミラージュステージ
  - 9月16日によみうりランドで開催
- 『ドキ☆ドキ』リリースイベント
  - 2019年9月に柏、西宮、阿倍野、金山、越谷で開催。
- 『キセキ』リリースイベント
  - 2019年11月から2020年1月に埼玉、千葉、大宮、神奈川、磐田、多摩、森ノ宮、札幌で開催。
- 『咲いて2』リリースイベント
  - 2020年1月に常滑、広島、岡山、小田原、大宮で開催。
  - 翌2月も磐田、金山で開催予定であったが、新型コロナウイルス蔓延防止のため中止。
- ファントミラージュスペシャルライブビューイング
  - 2019年11月17日にイオンシネマ板橋でのスペシャルライブを全国の映画館を結んで公開された。